# Combined Array for Research in Millimeter-Wave Astronomy

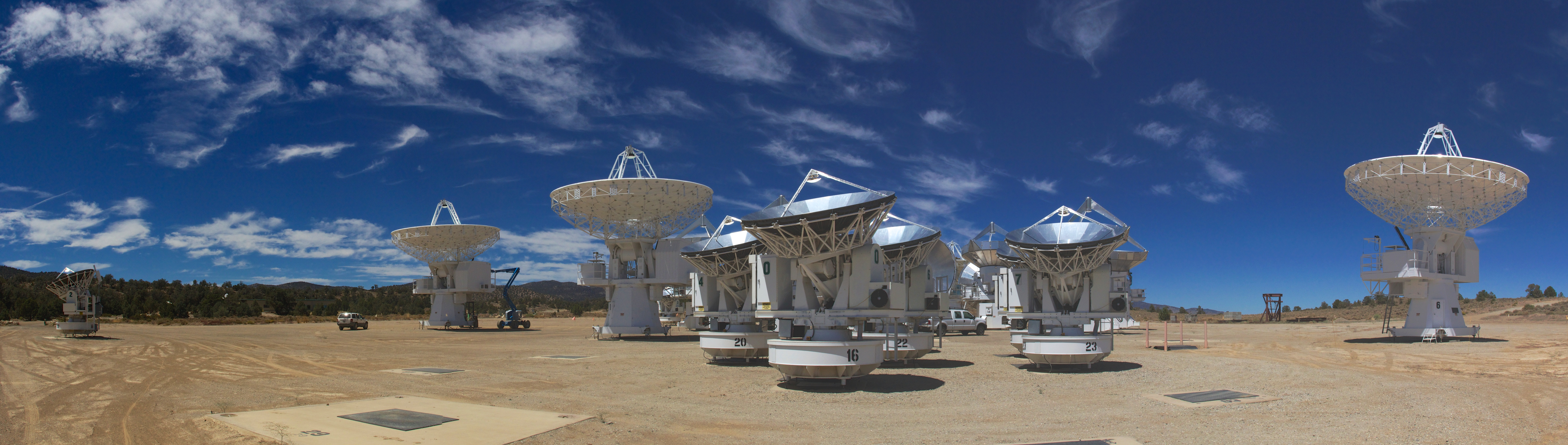
Combined Array for Research in Millimeter-Wave Astronomy im Jahr 2012

Das Combined Array for Research in Millimeter-Wave Astronomy (CARMA) war ein Verbund von Radioteleskopen, welcher als Radiointerferometer für astronomische Beobachtungen im Millimeterwellenbereich genutzt wurde.
CARMA entstand durch die Zusammenführung zweier kleinerer Radiointerferometer. Das BIMA-Array einer Arbeitsgemeinschaft verschiedener Universitäten, der Berkeley-Illinois-Maryland Association, mit zehn Antennen von 6,1 m Durchmesser befand sich früher am Hat-Creek-Radioobservatorium in Kalifornien. Das mm-Array des Owens Valley Radio Observatory (OVRO) des Caltech mit sechs Antennen von 10,4 m Durchmesser stand dagegen früher nahe Bishop, Kalifornien.
2005 wurden 9+6 Antennen an einem neuen hochgelegenen Cedar Flat genannten Standort in Kalifornien zusammengeführt, um die Leistungsfähigkeit für Radiobeobachtungen bei Wellenlängen um 3 mm
(Frequenz 80–115 GHz) und um 1,25 mm (210 – 270 GHz) deutlich zu erhöhen. Die längsten Basislinien zwischen den Einzelteleskopen betrugen bis zu 2 km, so dass bei 1,25 mm Wellenlänge eine Auflösung von etwa 0,1 Bogensekunden möglich war. Der Betrieb von CARMA wurde wegen Auslaufens der Förderung durch die National Science Foundation eingestellt. Die letzte Beobachtung fand am 3. April 2015 statt.
Zum selben Standort wurde 2008 auch ein Interferometer aus 8 Teleskopen von 3,5 m Durchmesser verlegt, das bei 22 GHz den Sunyaev-Zeldovich-Effekt beobachtete und zuvor im Owens Valley stationiert war.